# Bougainvillia muscoides
Bougainvillia muscoides är en nässeldjursart som först beskrevs av Sars 1846.  Bougainvillia muscoides ingår i släktet Bougainvillia och familjen Bougainvilliidae. Det är osäkert om arten förekommer i Sverige. Inga underarter finns listade i Catalogue of Life.